# أدريانو مالوري
أدريانو مالوري (بالإيطالية: Adriano Malori)‏ مواليد 28 يناير 1988 في بارما، هو دراج إيطالي في صنف سباق الدراجات على الطريق.

## سجل النتائج

### سباقات أو مراحل فاز بها
- طواف إسبانيا

## الميداليات
| الميدالية | المسابقة                                    |
| --------- | ------------------------------------------- |
| ذهبية     | بطولة العالم لسباق الدراجات على الطريق 2008 |
| فضية      | بطولة العالم لسباق الدراجات على الطريق 2015 |
| برونزية   | بطولة العالم لسباق الدراجات على الطريق 2015 |